# Santuário de Nossa Senhora de Caravaggio (Nova Veneza)
O Santuário de Nossa Senhora de Caravaggio se localiza no distrito de Caravaggio, município catarinense de Nova Veneza. O santuário de Nossa Senhora de Caravaggio é um templo religioso católico em homenagem a santa de mesmo nome. O local é muito conhecido pelas romarias e graças alcançadas pelos fiéis.

## História

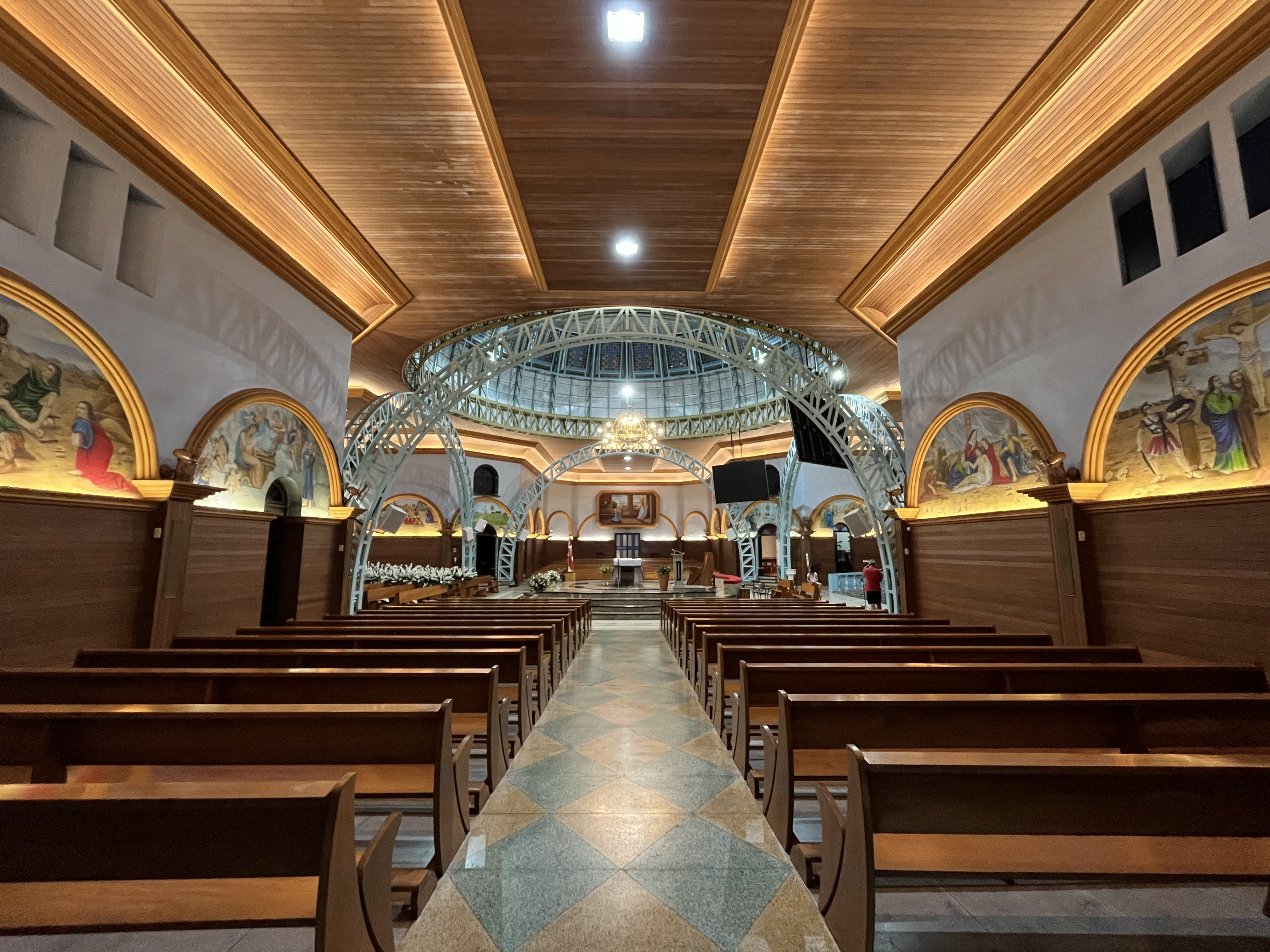
Interior do Santuário em Caravaggio, Nova Veneza.

A história do santuário teve início quando em meados de 1891 chegaram os primeiros colonizadores italianos na região sul de Santa Catarina. Os colonizadores eram de maioria da religião católica, o que fez com que em fevereiro de 1909, a Colônia de Nova Veneza recebesse diretamente da Itália o Pe. Miguel Giacca, com o objetivo de dar assistência espiritual aos imigrantes. Assim, foi instalado o curato de Nova Veneza, sendo elevada pelo Bispo Dom João Becker em 31 de julho de 1912 a categoria de Paróquia. Muitas daquelas famílias italianas e seus descendentes, resolveram não se assentar no núcleo colonial de Nova Veneza, e, por isso, marcharam à uma distância de 5km da sede até a atual região que abrange o distrito de Caravaggio. Antigamente, as terras eram muito secas, impróprias para a prática da agricultura e, por isso, chamavam a região de Morro da Miséria. Os imigrantes que lá se assentaram trouxeram da Itália uma estampa com a imagem de Nossa Senhora de Caravaggio. Como não obtinham bons resultados no plantio, os primeiros moradores se puseram a rezar para a santa em busca de auxílio e foram agraciados com intensa chuva que fez com que suas plantações prosperassem. Como forma de agradecimento, em sua honra edificaram um pequeno oratório, tornando-se a primeira capelinha do local. Com o tempo, os moradores passaram a se encontrarem com mais frequência para rezarem o terço e cantarem. Com a necessidade de uma melhor alocação, a comunidade se reuniu para angariar fundos e, em 1896 foi construída uma capela de madeira.
Como muitos se dirigiam ao local a pé, criou-se o hábito da romaria. Além disso, ainda no começo do século XX, ante as afirmações de graças alcançadas, as peregrinações aumentaram consideravelmente. Foi quando o Reverendo Giacca em 21 de maio de 1914 recebeu a autorização do Bispado de Florianópolis para a edificação de um templo em alvenaria. Anos depois, em 1954, quando se deu a criação da Diocese de Tubarão, o pároco de Nova Veneza e os conterrâneos almejaram a construção de um santuário diocesano. Como Caravaggio já contava com o histórico de peregrinações, bem como graças alcançadas, as autoridades resolveram instalar naquela comunidade o desejado santuário. O Bispo Dom Anselmo Pietrulla, em 1957 durante sua passagem pelo local, incentivou a comunidade que o santuário fosse dedicado a Nossa Senhora de Caravaggio. Pouco tempo depois, em 1961 o referido Bispo, encaminhou a Nova Veneza o Monsenhor Gregório Locks, como incentivador do povo para realizarem a obra.
O projeto arquitetônico do santuário foi projetado pelo Monsenhor Locks, o qual assim o desenhou após viagens pela Europa com a intenção de buscar criatividade para a estrutura. Foi então que em 26 de maio de 1963 foi lançada a pedra fundamental, tendo a construção se iniciado no dia 29 daquele mês. O Santuário tem a forma de cruz com 40 metros de comprimento e aproximadamente 800m² de espaço interno. Sua inauguração ocorreu em 1º de outubro de 1967, culminando com uma quermesse em homenagem a Maria.

## Gruta

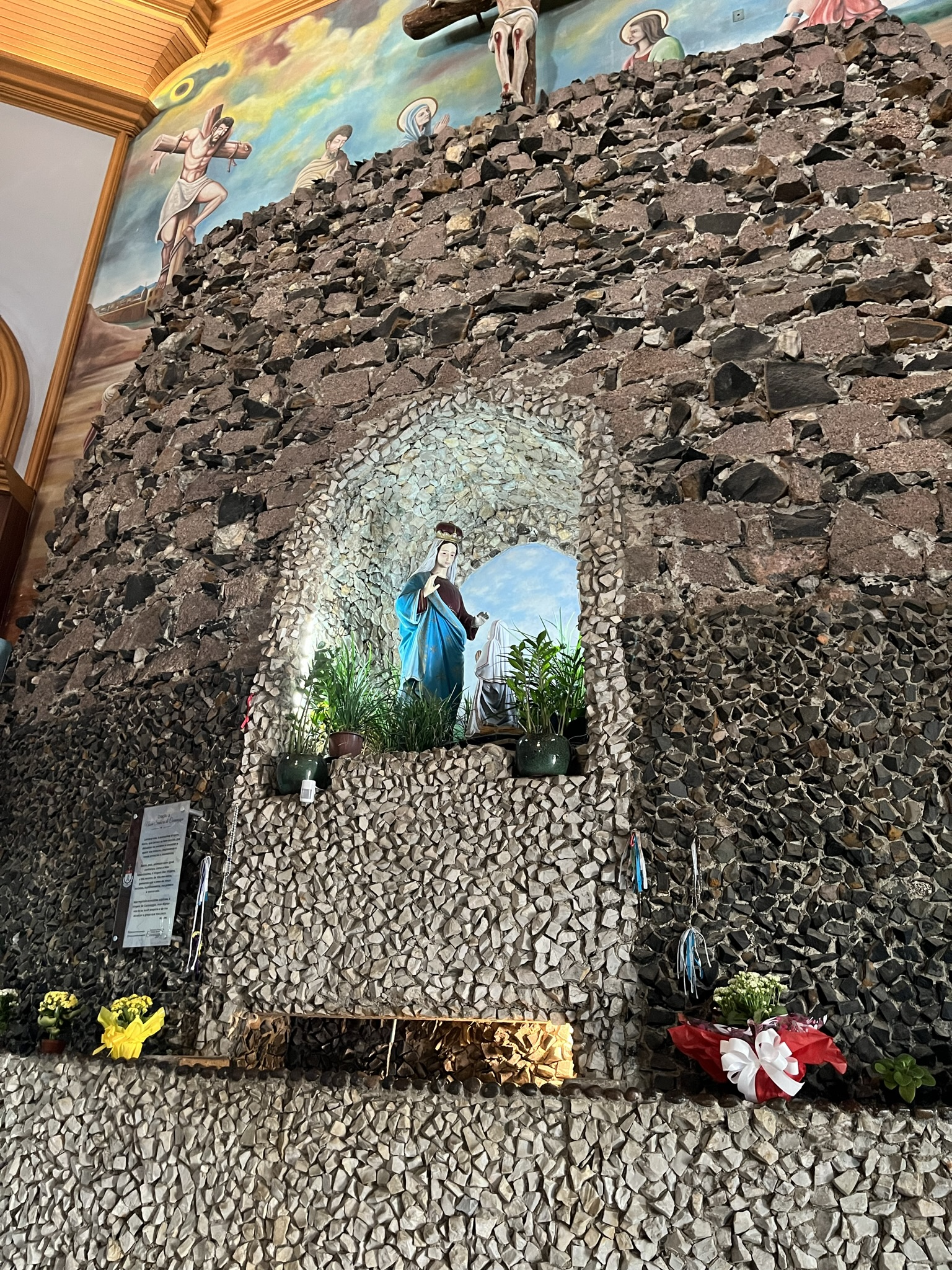
Gruta no interior do Santuário.

No interior do Santuário, logo após o altar onde o pároco realiza as celebrações, há uma pequena escadaria que leva até uma bela gruta. No local, há a imagem de Nossa Senhora de Caravaggio, rodeada por flores e pedras, enquanto em seus pés corre água pura que sacia a sede daqueles que peregrinam até o local. Próximo da gruta se encontra o velário, onde fiéis deixam suas velas acessas.

## Corais
O Santuário também já contou com um coral, no ano de 1994. Intitulado na grafia italiana como "Coro Del Santuario", o grupo era comandado pelo Maestro Sr. Antônio Urnau, sendo participantes inúmeros das famílias Spillere, Milanez, Cúnico, Mondardo, Baldessar, Macarini e Garcia. Havia um segundo grupo, dos participantes do Órgão, regido pelo Sr. Nelson Ronchi. Neste, havia os representantes das famílias Spillere, Minotto, Milanez, Vitali, Scott, Mondardo, Sachet, Gava e Guinzani.

## Festa em honra a Nossa Senhora de Caravaggio
Conhecida como Festa e Romaria em Honra a Nossa Senhora de Caravaggio, as celebrações ocorrem todos os anos no mês de maio. O ponto alto do evento é a chegada de incontáveis peregrinos vindos das mais diversas regiões. Anualmente 70 mil peregrinos se dirigem ao Santuário que, movidos pela fé pagam suas promessas. Há uma loja que comercializa artigos religiosos que nestes momentos permanecesse aberta. As comemorações em honra a Nossa Senhora de Caravaggio é reconhecida no calendário oficial dos eventos do estado de Santa Catarina.